# 総元村
総元村（ふさもとむら）は、千葉県夷隅郡にあった村。
1954年10月5日に老川村、西畑村、上瀑村、旧・大多喜町と合併し大多喜町が誕生したため消滅した。

## 地理
- 現・大多喜町の東部に位置する。
- 村内には夷隅川が流れている。
- 村域には房総丘陵に位置し、山がちな地形が多い。

## 歴史

### 沿革
- 1889年（明治22年）4月1日 - 町村制施行に伴い三又村、黒原村、大戸村、石神村、堀之内村、久我原村、部田村、小谷松村、八声村が合併して夷隅郡総元村が誕生する。
- 1908年（明治41年） - 総元尋常高等小学校が開設される。
- 1954年（昭和29年）10月5日 - 総元村は旧・大多喜町、老川村、西畑村、上瀑村とともに合併し大多喜町が発足。総元村は消滅。

変遷表
| 1868年 以前 | 1868年 以前 | 明治7年  | 明治22年 4月1日 | 昭和29年 10月5日 | 現在     |
| ----------- | ----------- | -------- | --------------- | ---------------- | -------- |
|             | 黒原村      | 黒原村   | 総元村          | 大多喜町         | 大多喜町 |
|             | 三又村      |          | 総元村          | 大多喜町         | 大多喜町 |
|             | 久我原村    |          | 総元村          | 大多喜町         | 大多喜町 |
|             | 石神村      |          | 総元村          | 大多喜町         | 大多喜町 |
|             | 大戸村      |          | 総元村          | 大多喜町         | 大多喜町 |
|             | 堀之内村    |          | 総元村          | 大多喜町         | 大多喜町 |
|             | 部田村      |          | 総元村          | 大多喜町         | 大多喜町 |
|             | 八声村      |          | 総元村          | 大多喜町         | 大多喜町 |
|             | 小谷松村    | 小谷松村 | 総元村          | 大多喜町         | 大多喜町 |
|             | 桜谷村      | 小谷松村 | 総元村          | 大多喜町         | 大多喜町 |

## 人口・世帯

### 人口
総数 [単位： 人]
| 1891年（明治24年） | 2,975 |
| 1917年（大正 6年） | 3,335 |
| 1954年（昭和29年） | 2,988 |

### 世帯
総数 [単位： 世帯]
| 1954年（昭和29年） | 571 |

## 行政
在職者名、議会議員数は1954年10月5日当時のもの。
- 村長 : 岡田粂蔵
- 助役 : 池田金市
- 収入役 : 江沢堅吉
- 議会議員数 : 16名

## 交通

### 鉄道
- 日本国有鉄道（ → 東日本旅客鉄道 → いすみ鉄道）
  - ■木原線（ → いすみ線）
    - 小谷松駅 - 東総元駅 - 久我原駅 - 総元駅